# Plasmid

Plasmiderna markeras här med 2 (blå ringar).

Plasmider är ringformade DNA-molekyler med omkring 5000 baspar som ofta förekommer i bakterier (prokaryoter). Plasmiden bär ofta en förhållandevis liten mängd information (gener) och kan därmed lätt överföras mellan bakterier. Plasmider som innehåller resistensgener mot antibiotika är ett mycket stort problem inom sjukvården och på längre sikt ett hot mot mänsklig hälsa.
Inom molekylärbiologin utnyttjas plasmider vid genkloning, där man klyver plasmiden med restriktionsenzym vilket möjliggör att ett nytt DNA-fragment kan ligeras in i plasmiden (som då kallas för vektor). Det finns en stor uppsjö av kommersiellt tillgängliga plasmider att köpa för användning inom forskning och utveckling. Genom transfektion och transformation överförs vektorn till celler eller bakterier.
Då bakterierna haft möjligheten att ta upp vektorn måste man skilja på de bakterier som tagit upp vektorn från dem som inte tagit upp den. Detta görs genom att odla bakteriena på en agarplatta. Förutom agarn, som är näring för bakteriena, innehåller plattan ett antibiotikum. Det kan verka märkligt att ge bakterierna antibiotika som används för att ta död på dem, men plasmid-DNA-vektorn innehåller en eller flera gener som kodar för proteiner som gör bakterierna antibiotikaresistenta. Endast de bakterier som tagit upp vektorn och uttrycker proteinet kommer att överleva.
I naturen använder sig bakterier av plasmidvektor för att kunna överföra genetisk information mellan två bakterier. Ett exempel är antibiotikaresistens som sprids på detta sätt. Problemet är att det inte är begränsat inom den egna arten utan kan ske mellan två olika bakteriearter.